# Chidiebere Nwakali
Chidiebere „Chidi“ Chijioke Nwakali (* 26. Dezember 1996 in Owerri) ist ein nigerianischer Fußballspieler, der bei Manchester City unter Vertrag steht. Sein Bruder Kelechi Nwakali ist ebenfalls Fußballprofi und spielt beim FC Arsenal.

## Karriere

### Verein
Chidiebere Nwakali kam über die Shuttle Sports Academy im Jahr 2014 zu Manchester City, nachdem er die Scouts des Vereins bei der ein Jahr zuvor stattgefundenen U-17-Weltmeisterschaft überzeugen konnte. Im Juli 2014 nahm Nwakali gemeinsam mit dem ebenfalls aus Nigeria verpflichteten Kelechi Iheanacho mit der Profimannschaft der Citizens an einer Preseason-Tour in den USA teil. Im Januar 2015 wurde Nwakali nach Spanien an den FC Málaga verliehen, nachdem er in Manchester ohne Profieinsatz geblieben war. Ab August 2015 war er danach für eine Saison an den FC Girona verliehen. Für den spanischen Zweitligisten blieb er bis März 2016 ohne Einsatz, sodass die Leihe vorzeitig beendet wurde. Nwakali wurde daraufhin nach Norwegen zunächst an Start Kristiansand und später Sogndal Fotball weiterverliehen. Im Januar 2018 folgte eine Leihe nach Schottland zum FC Aberdeen.

### Nationalmannschaft
Nwakali spielte im Jahr 2013 mindestens achtmal in der U-17-Nationalmannschaft von Nigeria. Mit der Mannschaft nahm er im Jahr 2013 an der Afrikameisterschaft dieser Altersklasse teil. Im Finale verloren die Nigerianer gegen die Elfenbeinküste. Von Oktober bis November nahm er mit dem Team an der U-17-Weltmeisterschaft in den Vereinigten Arabischen Emiraten teil. Im Finale wurde dabei Mexiko geschlagen. Nwakali gelangen im Turnierverlauf zwei Tore. Im Jahr 2015 absolvierte er mindestens ein Spiel in der U-20 gegen Deutschland bei der Weltmeisterschaft in Neuseeland. Im November 2017 stand Nwakali zweimal im Kader der A-Nationalmannschaft von Nigeria für die Länderspiele gegen Algerien und Argentinien. Dabei wurde er von dem Nationaltrainer der Super Eagles Gernot Rohr allerdings nicht eingesetzt.

## Erfolge
mit der nigerianischen U-17-Nationalmannschaft:
- Weltmeister: 2013